# El Madroño, Querétaro Arteaga
El Madroño är en ort i Mexiko.   Den ligger i kommunen Pinal de Amoles och delstaten Querétaro Arteaga, i den centrala delen av landet, 190 km norr om huvudstaden Mexico City. El Madroño ligger 2 422 meter över havet och antalet invånare är 389.
Terrängen runt El Madroño är bergig österut, men västerut är den kuperad. Runt El Madroño är det ganska tätbefolkat, med 54 invånare per kvadratkilometer. Närmaste större samhälle är Pinal de Amoles, 7,0 km nordost om El Madroño. I omgivningarna runt El Madroño växer huvudsakligen savannskog.